# Elia Dalla Costa
Elia Angelo Dalla Costa (Villaverla, 14 mei 1872 - Florence, 22 december 1961) was een Italiaans geestelijke en kardinaal van de Rooms-Katholieke Kerk.
Dalla Costa bezocht de seminaries van Vicenza en Padua alvorens op 25 juli 1895 tot priester gewijd te worden. Hij werkte vervolgens als pastor in het seminarie van Vicenza. Op 25 mei 1923 benoemde paus Pius XI hem tot bisschop van Padua. Acht jaar later volgde zijn benoeming tot aartsbisschop van Florence. Tot 1933 leidde hij het bisdom Padua nog als apostolisch administrator. Tijdens het consistorie van 13 mei 1933 werd hij kardinaal gecreëerd. Hij kreeg de Basiliek van San Marco als titelkerk. Hij nam deel aan het conclaaf van 1939, dat leidde tot de verkiezing van paus Pius XII en dat van 1958, waarbij paus Johannes XXIII werd gekozen.
Dalla Costa, die tot zijn dood - dus dertig jaar lang - aan het hoofd stond van het aartsbisdom Florence, stond bekend als de Kardinaal van de Barmhartigheid, met name vanwege zijn inzet ten behoeve van door het fascisme vervolgde landgenoten voor en tijdens de Tweede Wereldoorlog. Dalla Costa was zeer bevriend met Angelo Roncalli, de latere Johannes XXIII. Hij overleed aan de gevolgen van een longontsteking en werd begraven in de Dom van Florence.
Op 22 december 1982 werd het proces tot zaligverklaring geopend. Sindsdien wordt Dalla Costa als Dienaar Gods vereerd.
Dalla Costa werd in 2014 door de staat Israël uitgeroepen tot "Rechtvaardige onder de Volkeren" Als Aartsbisschop van Florence redde de Kardinaal tijdens de nazitijd honderden Joodse vervolgden het leven. Hij zette een geheim hulpwerk op  om Joodse medeburgers alsook vluchtelingen in kloosters binnen het Aartsbisdom in veiligheid te brengen. 

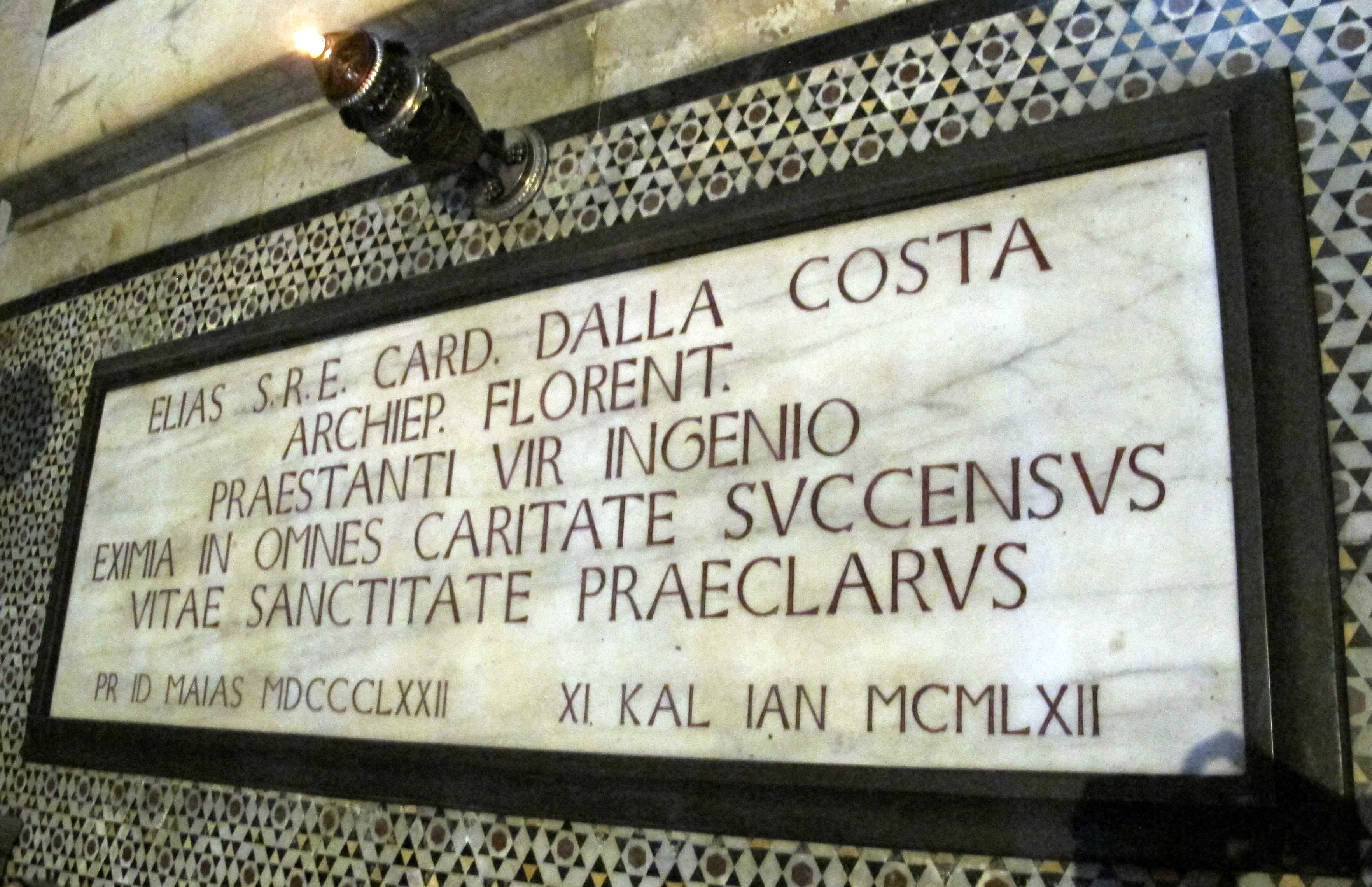
Graf van Elia dalla Costa in de Dom van Florence
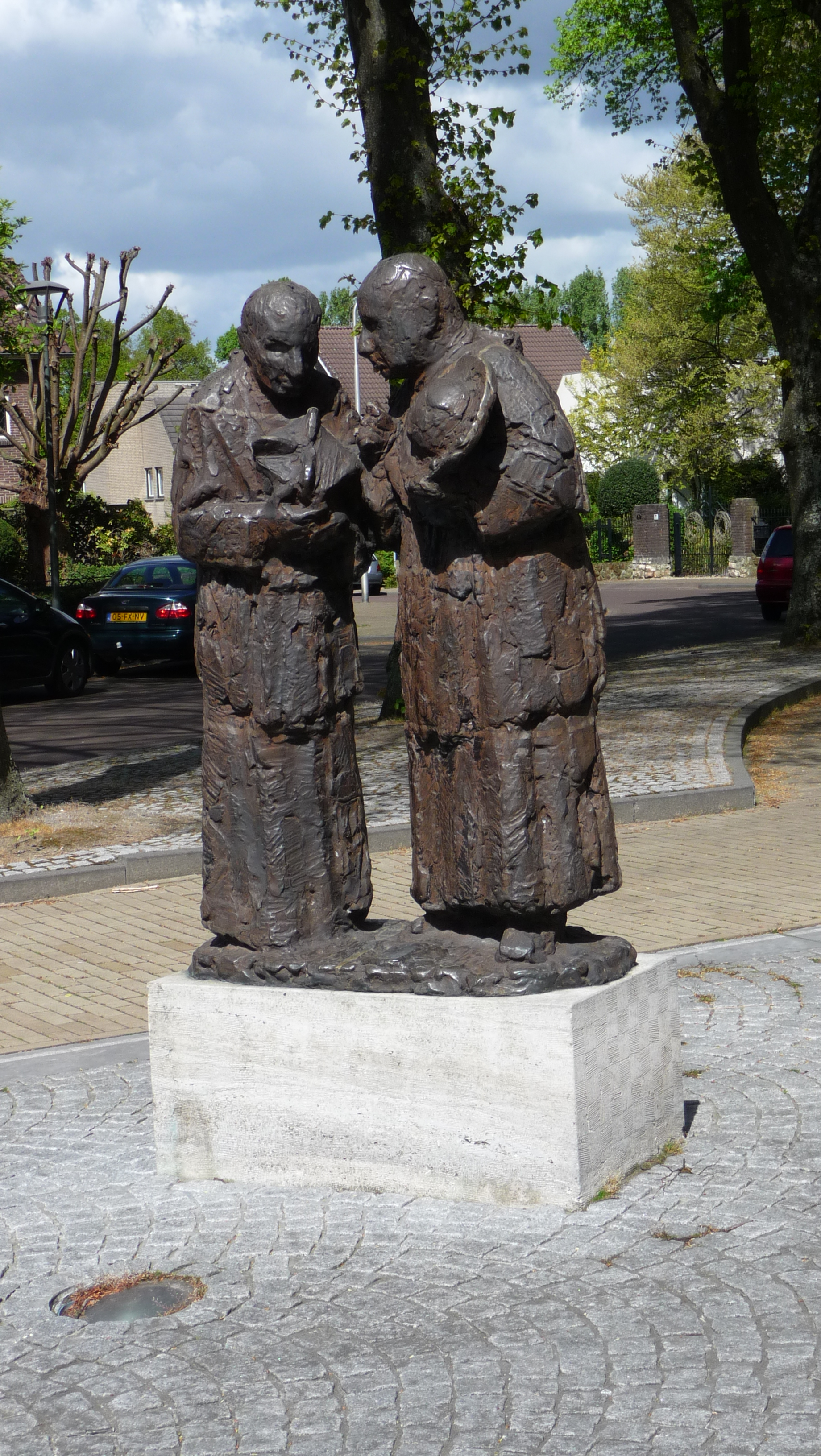
Links: Elia Dalla Costa (beeldengroep in Terwinselen)